# A Suspended Ordeal
A Suspended Ordeal é um curta-metragem mudo norte-americano de 1914, do gênero comédia, dirigido por Roscoe Arbuckle.

## Elenco
- Fatty Arbuckle
- Minta Durfee